# Easton on the Hill
Easton on the Hill is een civil parish in het bestuurlijke gebied East Northamptonshire, in het Engelse graafschap Northamptonshire met 1015 inwoners.